# Sewards End
Sewards End is een civil parish in het bestuurlijke gebied Uttlesford, in het Engelse graafschap Essex. In 2011 telde het civil parish 511 inwoners.